# Rutki-Tartak Nowy
Rutki-Tartak Nowy – kolonia w Polsce położona w województwie podlaskim, w powiecie zambrowskim, w gminie Rutki.
W latach 1975–1998 miejscowość administracyjnie należała do województwa łomżyńskiego.
Wierni kościoła rzymskokatolickiego należą do parafii św. Anny w Rutkach-Kossakach.